# 大瀬観光やな
大瀬観光やな（おおせかんこうやな）は、栃木県芳賀郡茂木町大瀬17番地にある観光やなである。有限会社大瀬観光やなが運営する。2019年10月の水害前は栃木県内外から年間5万人ほどの観光客が訪れ、茂木町の観光の目玉となっていた。
やなは、栃木県道338号芳賀茂木線の大瀬橋のすぐ上流側の那珂川に、毎年7月から10月末日まで設置される。食堂は年中営業しており、那珂川を眺めながら、アユ、ウナギなどの川魚料理が味わえる。11月中旬から5月上旬までは、「牡蠣小屋」と称し、宮城県の奥松島から直送されたカキを使った牡蠣料理も扱っている。

## 2019年の水害からの復活
やなシーズンの終わりに近づいた2019年10月中旬、東日本を台風19号が襲った。台風のもたらした大雨により那珂川が増水し、13日未明、大瀬観光やなの3棟の建物が濁流に吞まれた。２階建ての食堂棟は鉄骨を残して全壊し、炉端焼き棟は流失した。経営者によれば被害額は約8千万円であった。
2020年、唯一残った別棟（厨房棟）の2階に客席を整備し、6月1日、仮営業を開始した。引き続き、旧食堂棟跡地に新食堂棟の建設を進めた。新食堂棟は鉄骨で高床式とし、地面から約3.5メートルの高さに144席の食堂と厨房とを設置した。2019年は約5メートルまで浸水したが、やむを得ずこの高さとなった。また、被災前より規模はやや小さくなった。新食堂棟の出入口には長大なスロープを設置し、車椅子で出入りできるようにした。建設費は、公的助成が得られなかったため、自社で手当てした。新食堂棟の完成により、2020年10月19日、約1年ぶりに本格的な営業を再開したが、2020年のシーズンは、やなの設置を見送った。
2021年、2年ぶりにやなが復活した。

## ギャラリー

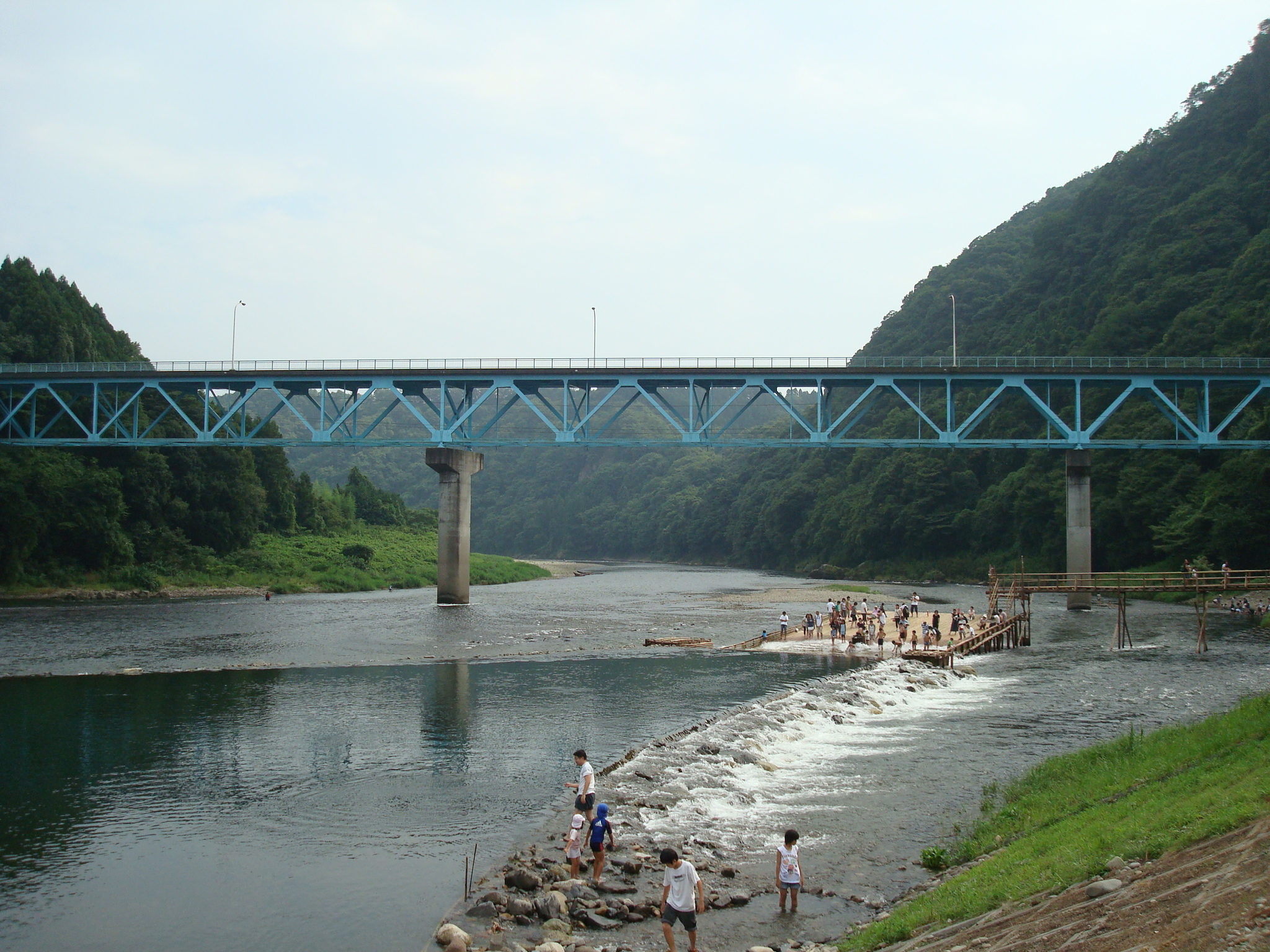
那珂川と大瀬橋
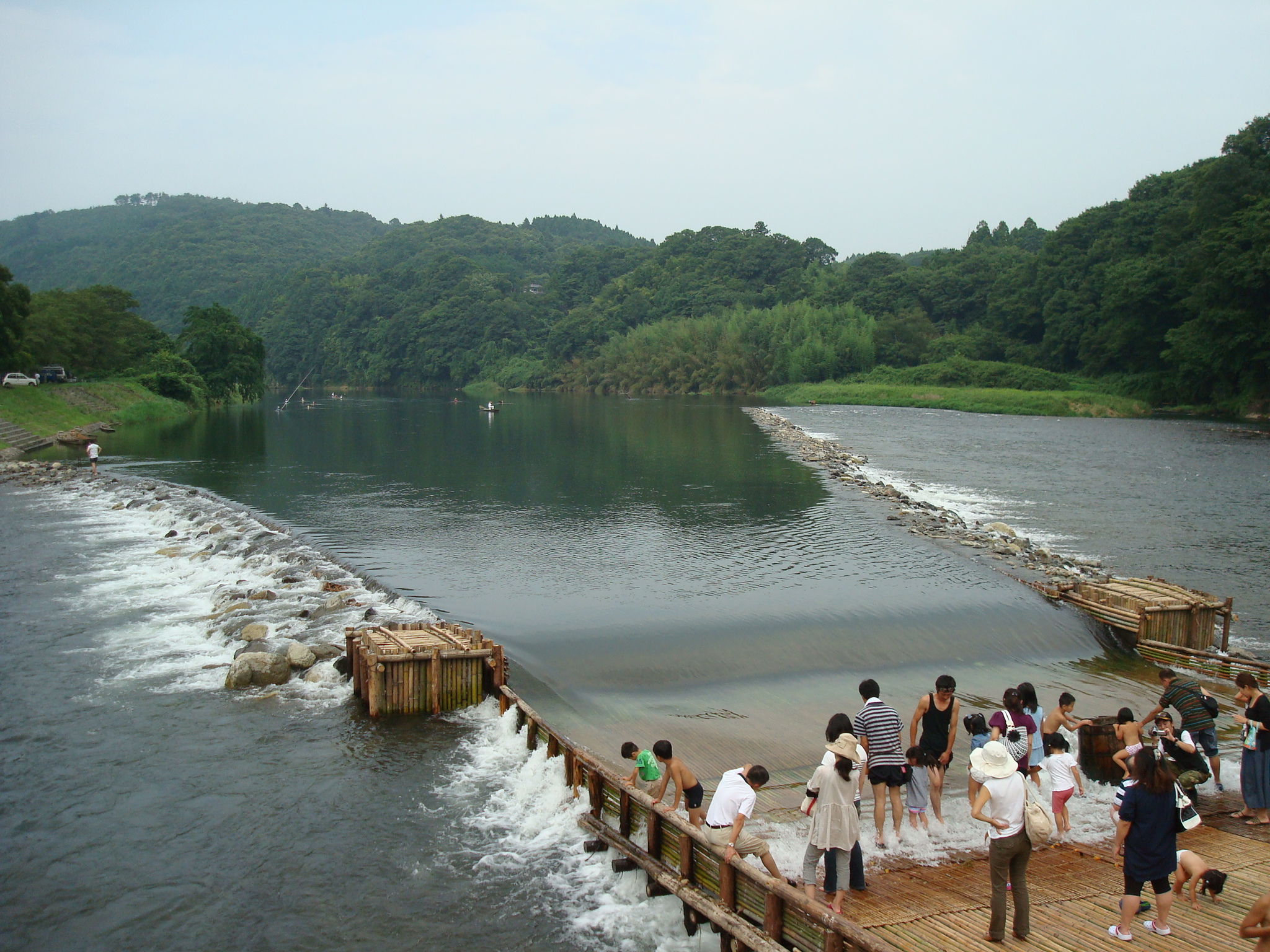
大瀬観光やな
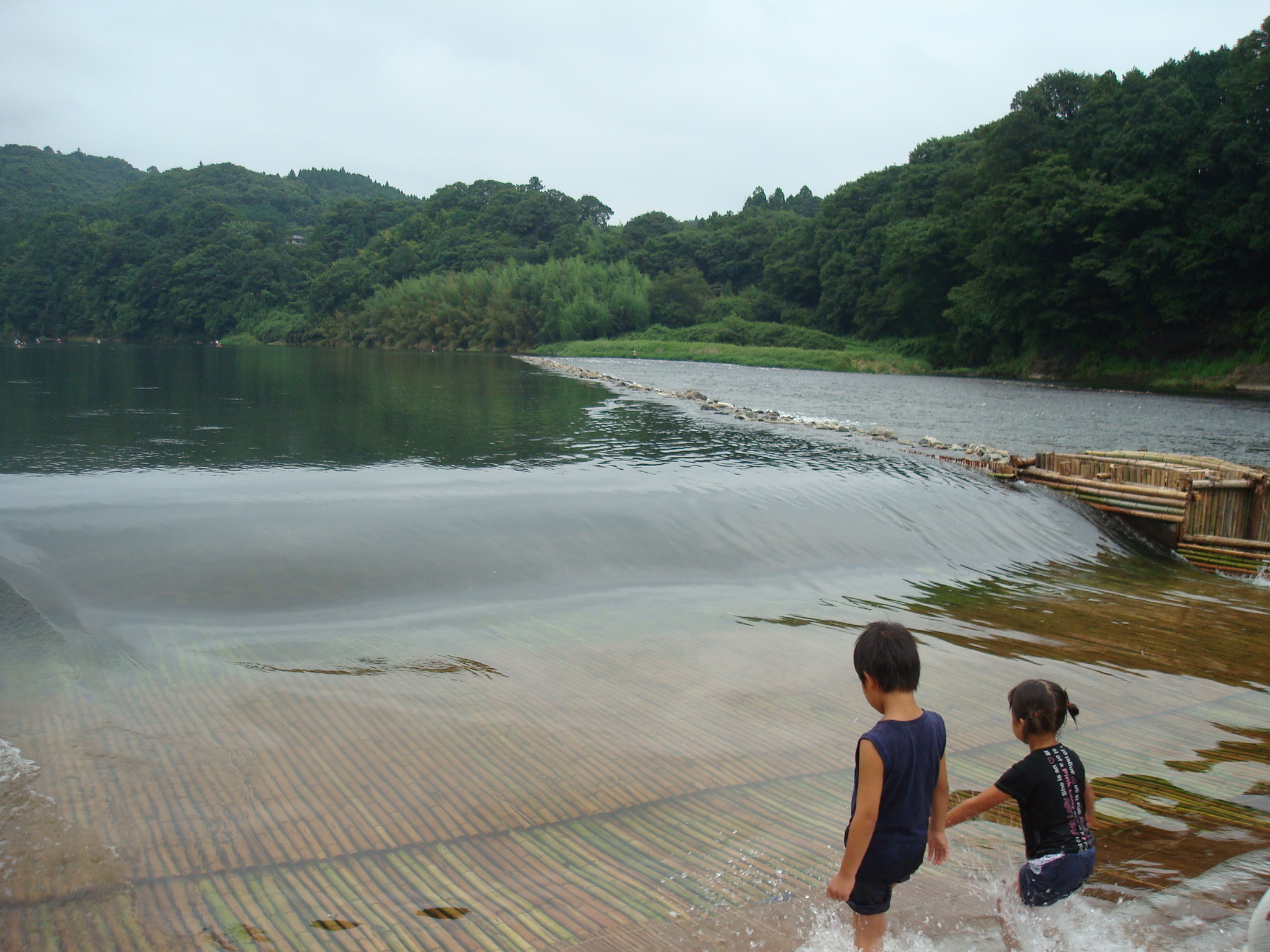
大瀬観光やな
鮎の塩焼き